# Rivière Dalesville
Rivière Dalesville är ett vattendrag i Kanada.   Det ligger i provinsen Québec, i den sydöstra delen av landet, 100 km öster om huvudstaden Ottawa.
I omgivningarna runt Rivière Dalesville växer i huvudsak blandskog. Runt Rivière Dalesville är det ganska tätbefolkat, med 116 invånare per kvadratkilometer.